# Carlos Albornoz
Carlos Albornoz Guerrero (Bogotá, 23 de julio de 1955) es un político colombiano. Es hijo de Carlos Albornoz Rosas y Maruja Guerrero de Albornoz; padre quien fuera ministro de Estado, gobernador de Nariño, embajador y senador de la República.

## Cargos desempeñados
Del 13 de septiembre de 2006 hasta el 31 de mayo de 2009 se desempeñó como Director Nacional de Estupefacientes, renunció por su propia voluntad, al ser acusado y enjuiciado por corrupción en dicha institución. En el año 2010 participó en la campaña presidencial de Juan Manuel Santos.